# Pholisma arenarium
Pholisma arenarium là loài thực vật có hoa trong họ Mồ hôi. Loài này được Nutt. ex Hook. miêu tả khoa học đầu tiên năm 1844.